# The Tramp
The Tramp (Charlot vagabundo) es un mediometraje estadounidense con guion y dirección de Charles Chaplin, y actuación suya y de Edna Purviance. Fue estrenado el 11 de abril de 1915. 

## Sinopsis
Charlot encuentra a la muchacha de sus sueños cuando la defiende de unos criminales y comienza a trabajar en la granja de su padre. Todo parece bien hasta que descubre que la muchacha ya tiene a alguien en su vida. No queriendo causar problemas, Charlot abandona la granja moviendo su bastón como si estuviera contento de volver a la carretera. 

## Reparto
- Charles Chaplin - Vagabundo
- Ernest Van Pelt (1883 – 1961) - Granjero
- Edna Purviance - Hija del granjero
- Paddy McGuire (1884 - 1923) - Ayudante del granjero
- Lloyd Bacon - Novio de Edna/Ladrón
- Leo White - Ladrón
- Bud Jamison - Ladrón
- Billy Armstrong (1891 – 1924) - Sacerdote

## Crítica
Es la última película rodada por Chaplin en los Estudios Essanay de Niles, en California; y su primer clásico, según sus biógrafos. Ahora sí, Chaplin elabora una película con un inicio, un desarrollo y un final que, además, es la primera en que se muestra el largo camino que no lleva a ninguna parte y la ternura del personaje con las mujeres. Si bien el personaje del vagabundo ya había aparecido en películas anteriores, en esta quedan delimitadas sus características tal como aparece en las obras posteriores. Chaplin se aleja del personaje alborotador y pendenciero, y presenta un final triste que muestra que es mayor su preocupación por los otros que por sí mismo. Las escenas al aire libre fueron rodadas cerca de Niles.